# Sigismond de Bavière
Sigismond de Bavière (également connu sous le nom de  Siegmund ; né  26 juillet 1439; mort le 1er février 1501 au château de Blutenburg) est membre de  la maison de Wittelsbach duc corégent de Bavière-Munich de 1463 à 1467 puis un duc de Bavière-Dachau de 1467 à sa mort.

## Biographie
Sigismond ou Siegmund né en  1439 est le 3e fils  du duc Albert III le Pieux et de son épouse Anne de Brunswick-Grubenhagen. Entre  1460 et 1467 il règne conjointement sur le duché de Bavière-Munich avec son frère ainé Jean IV de Bavière. Après la mort de ce dernier il doit d'adjoindre en 1465 son frère cadet Albert jusqu'alors destiné à une carrière ecclésiastique. En septembre 1467, en opposition avec son frère,  il résigne le duché de Munich en faveur d'Albert IV Le Sage et ne conserve comme domaine souverain que le petit duché de Bavière-Dachau qu'il gouverne jusqu'à sa mort avant qu'il ne fasse retour au duché de Bavière réuni.
Le duc Sigismond est un protecteur des églises et des monastères, il est à l'origine de la reconstruction en 1468 de la Cathédrale Notre-Dame de Munich. Le duc est également un amateur d'art qui réside dans son château de Blutenburg dont il peuple le parc d'oiseaux rares. Sigismond meurt le 1er février 1501 et il est inhumé dans la tombe de son ancêtre l'empereur Louis IV du Saint-Empire dans l'église  Notre-Dame de Munich.
Sigismond ne s'est jamais marié, mais il laisse trois enfants illégitimes. 
Avec une première maitresse anonyme:
- Hans von Pfättendorf .
- Siegmund von Pfättendorf ( † après 1er octobre 1502).

D'une autre liaison
- Margareta  ( † 1506) épouse d'abord Hans Hundt († 1495) puis  Christophe Pienzenauer.